# Парма-Гейтс (Огайо)
Парма-Гейтс (англ. Parma Heights) — місто (англ. city) в США, в окрузі Каягога штату Огайо. Населення — 20 863 особи (2020).

## Географія
Парма-Гейтс розташована за координатами 41°23′0″ пн. ш. 81°45′41″ зх. д. / 41.38333° пн. ш. 81.76139° зх. д. (41.383386, -81.761273).  За даними Бюро перепису населення США в 2010 році місто мало площу 10,84 км², з яких 10,84 км² — суходіл та 0,00 км² — водойми.

## Демографія
Згідно з переписом 2010 року, у місті мешкало 20 718 осіб у 9534 домогосподарствах у складі 5298 родин. Густота населення становила 1911 особа/км².  Було 10295 помешкань (950/км²).
Расовий склад населення:
| - 91,1 % — білих - 3,0 % — азіатів - 2,8 % — чорних або афроамериканців - 0,2 % — корінних американців - 1,0 % — осіб інших рас |

До двох чи більше рас належало 1,8 %. Частка іспаномовних становила 3,8 % від усіх жителів.
За віковим діапазоном населення розподілялося таким чином: 18,9 % — особи молодші 18 років, 60,6 % — особи у віці 18—64 років, 20,5 % — особи у віці 65 років та старші. Медіана віку мешканця становила 43,2 року. На 100 осіб жіночої статі у місті припадало 87,0 чоловіків;  на 100 жінок у віці від 18 років та старших — 83,3 чоловіків також старших 18 років.
Середній дохід на одне домашнє господарство  становив 52 668 доларів США (медіана — 43 464), а середній дохід на одну сім'ю — 67 023 долари (медіана — 55 441). Медіана доходів становила 45 039 доларів для чоловіків та 36 418 доларів для жінок. За межею бідності перебувало 12,0 % осіб, у тому числі 15,2 % дітей у віці до 18 років та 6,6 % осіб у віці 65 років та старших.
Цивільне працевлаштоване населення становило 9794 особи. Основні галузі зайнятості: освіта, охорона здоров'я та соціальна допомога — 19,3 %, виробництво — 14,4 %, роздрібна торгівля — 12,5 %, науковці, спеціалісти, менеджери — 11,3 %.